# Les Multiples
Les Multiples est une série télévisée d'animation en six épisodes de 13 minutes créée par Julien David et David Azencot, diffusée entre le 11 avril 2006 et le 16 mai 2006 sur Canal+.

## Synopsis
Quelque part en Europe, dans un univers acide et déjanté vivent « Les Multiples ».
À leur tête, Promotéo, maître de la communication, est officiellement directeur de Vision 8.
Ses motivations : tout contrôler, produire tout et n’importe quoi pour gagner toujours plus d’argent.
Promotéo s’associe à Zif, un savant fou chinois dénué de tous scrupules.
Ensemble, ils trouvent une solution rapide et efficace pour gagner toujours plus gros : fournir des clones à la demande.
Pour cela, ils sont accompagnés d’un homme de main : l’Unique, faire valoir épais et idiot.

## Fiche technique
- Titre : Les Multiples
- Réalisation : Julien David
- Scénario : Julien David et David Azencot
- Producteur : Gilles Galud (La Parisienne d'Images)
- Musique Originale : X-track
- Pays d'origine : France
- Genre : Série d'animation
- Durée : 6 x 13 minutes

## Distribution
- Thierry Levaret : Promoteo
- Olivier Devalle : L'Unique
- Moh Aroussi : Yankikri
- Olivia Gotanegre : Emma
- Paul Ngguyen : Zif

## Divers
La série est scénarisée par Julien David et David Azencot.
Elle est réalisée par Julien David qui supervise l'ensemble de la création et produite par Gilles Galud (La Parisienne d'Images) en collaboration avec Canal+ sous la direction de Bruno Gaccio (La Fabrique).
Une équipe d'illustrateurs a conçu la création de la série au sein de la société la Parisienne d'Image. Julien Legoupil a dessiné les décors et les véhicules. Fabien Bedouel dessine le story board et des personnages.
La société Def2shoot réalise la modélisation et l'animation 3D ainsi que le montage vidéo.
La série est diffusée sur Canal+ pendant la période d'avril à mai 2006 en même temps que deux autres séries dans la case La Nouvelle Trilogie sur Canal+.
Le pilote de la série a été réalisé par Julien David et Julien Legoupil.
Les musiques originales du pilotes sont de Baptiste Mauerhan, du groupe Faceless god, de Mark Denardo et de Ronan Maillard.

## Presse
Le pilote Les Multiples
- Bang (hiver 2004) cite « Les Multiples renouvelle en profondeur le genre vidéographique contemporain, quelque part entre Bioman, Kraftwerk et les Résidents »

La série Les Multiples
- Beaux Arts Magazine (janvier 2006)
- Technikart (mai 2006)

L'émission La Nouvelle Trilogie
- Le Monde (10 avril 2006)
- Le Parisien (11 avril 2006)
- Télé 7 jours (avril 2006)